# Jakarta RESTful Web Services
Jakarta RESTful Web Services, (JAX-RS; раніше англ. Java API для RESTful Web Services) — специфікація API Jakarta EE, яка надає підтримку у створенні вебслужб відповідно до архітектурного шаблону "передача репрезентативного стану" (англ. REpresentational State Transfer) (REST).  JAX-RS використовує анотації, введені в Java SE 5, для спрощення розробки та розгортання клієнтів вебсервісу та кінцевих точок.
Починаючи з версії 1.1, JAX-RS є офіційною частиною Java EE 6. Помітною особливістю офіційної частини Java EE є те, що для початку використання JAX-RS не потрібна конфігурація. Для середовищ, що не використовують специфікації Java EE 6, потрібен невеликий запис у дескрипторі розгортання web.xml.

## Специфікація
JAX-RS надає деякі анотації для полегшення показу класу ресурсів (POJO) як вебресурсу. В анотаціях використовується пакет Java javax.ws.rs. Вони включають:
- @Path визначає відносний шлях до класу або методу ресурсу.
- @GET, @PUT, @POST, @DELETE і @HEAD визначають тип запиту HTTP ресурсу.
- @Produces визначає MIME формати відповіді  (використовуються для узгодження вмісту).
- @Consumes визначає формати прийнятого запиту.

Крім того, він надає додаткові анотації до параметрів методу для вилучення інформації із запиту. Усі анотації @*Param приймають ключ певної форми, який використовується для пошуку необхідного значення.
- @PathParam прив'язує параметр методу до сегменту шляху.
- @QueryParam прив'язує параметр методу до значення параметра запиту HTTP.
- @MatrixParam прив'язує параметр методу до значення параметра матриці HTTP.
- @HeaderParam прив'язує параметр методу до значення заголовка HTTP.
- @CookieParam прив'язує параметр методу до значення cookie.
- @FormParam прив'язує параметр методу до значення форми.
- @DefaultValue визначає значення за замовчуванням для згаданих прив'язок, коли ключ не знайдено.
- @Context повертає весь контекст об'єкта (наприклад, @Context HttpServletRequest request).

## JAX-RS 2.0
У січні 2011 року JCP сформував експертну групу JSR 339 для роботи над JAX-RS 2.0. Основними цілями є (серед інших) загальний клієнтський API та підтримка Hypermedia відповідно до HATEOAS- принципу REST. У травні 2013 року він досяг остаточного етапу випуску. 
22.08.2017 був опублікований остаточний випуск специфікації JAX-RS 2.1 . Основні нові підтримувані функції включають передані сервером події, реактивні клієнти та JSON-B .

## Реалізації
Реалізації JAX-RS включають: 
- Apache CXF, фреймворк вебслужби з відкритим кодом
- Jersey, довідкова реалізація від Sun (тепер Oracle)
- RESTeasy [Архівовано 11 травня 2011 у Wayback Machine.], реалізація JBoss
- Рестлет
- WebSphere Application Server від IBM:
  - Версія 7.0: через "Пакет функцій для програм із підтримкою комунікацій" [Архівовано 20 листопада 2011 у Wayback Machine.]
  - Версія 8.0 і далі: спочатку
- Сервер додатків WebLogic від Oracle, див. Примітки [Архівовано 23 січня 2021 у Wayback Machine.]
- Apache Tuscany (http://tuscany.apache.org/documentation-2x/sca-java-bindingrest.html [Архівовано 5 грудня 2015 у Wayback Machine.]), припинено
- Фреймворк Cuubez (https://web.archive.org/web/20190707005602/http://cuubez.com/)
- Еверрест [Архівовано 6 грудня 2020 у Wayback Machine.], Реалізація Коденві
- Jello-Framework [Архівовано 14 червня 2021 у Wayback Machine.], Java Application Framework, оптимізована для Google App Engine, включаючи потужний движок RESTful та повну модель авторизації даних.